# McLaren MP4/12
La McLaren MP4/12 fu la vettura di Formula 1 con la quale la McLaren partecipò al campionato del 1997. Come già nei due anni precedenti, la vettura era azionata dai motori Mercedes-Benz. I piloti furono Mika Häkkinen e David Coulthard, entrambi confermati dall'anno precedente. Le gomme erano fornite da Goodyear.

## Il contesto
La novità più appariscente fu conseguenza del cambio di title sponsor: terminato dopo ventitré anni il sodalizio con la Marlboro (legatasi alla rivale Ferrari), la vettura rigettò la storica livrea biancorossa dei due decenni precedenti in favore di una livrea color argento, previo accordo con un'altra industria del tabacco, la West.
Inoltre presentava un muso dall'andamento molto basso, confrontato con quello delle vetture concorrenti che, invece, era decisamente più alto.

## La stagione

Coulthard porta la MP4/12 alla vittoria a Monza

La nuova monoposto consentì alla McLaren di tornare alla vittoria che mancava dal 1993, quando alla guida c'era Ayrton Senna. Nel corso della stagione tre furono i successi: due con Coulthard (in Australia, prima gara della stagione, e a Monza) e uno con Häkkinen (al Gran Premio d'Europa, ultima gara della stagione, con Coulthard secondo). Altre vittorie non giunsero per problemi di affidabilità che costrinsero numerose volte le vetture al ritiro, specialmente Hakkinen, il quale si trovò in più occasioni al comando della gara, salvo poi alzare bandiera bianca per problemi al propulsore.
Un elemento tecnico innovativo della McLaren MP4/12 fu il cosiddetto fiddle brake, un secondo pedale del freno montato all’interno dell’abitacolo e utilizzabile dal pilota per frenare selettivamente una delle due ruote posteriori. Questo dispositivo consentiva di migliorare la stabilità in curva e ridurre il sottosterzo in uscita dalle curve lente, agendo in pratica come una sorta di sterzo ausiliario tramite la frenata. L’adozione di questo sistema garantì alla McLaren un vantaggio competitivo, almeno fino a quando non venne scoperto e segnalato alla FIA da alcuni rivali, tra cui Ferrari. Il sistema fu infine vietato a partire dalla stagione successiva, ma lasciò il segno come una delle innovazioni più ingegnose di fine anni '90.
Nel corso della stagione la McLaren MP4/12 salì 7 volte sul podio (3 vittorie, 2 secondi e 2 terzi posti), ottenendo inoltre una pole position e due giri più veloci, per un totale di 63 punti che le valsero il quarto posto nella classifica del campionato costruttori.

## Scheda tecnica
Carreggiata ant.: 1690 mm
Carreggiata post.: 1605 mm
Serbatoio: 95 litri circa
Freni: a disco autoventilanti in carbonio
Cerchi: 13"
Potenza max: 760 CV circa

## Risultati completi
(I risultati in grassetto indicano la pole position, in corsivo il giro più veloce in gara) 
| Anno | Squadra | Motore       | Gomme | Piloti          | 1   | 2   | 3   | 4   | 5   | 6   | 7   | 8   | 9   | 10  | 11  | 12  | 13  | 14  | 15  | 16  | 17  | Punti | CC |
| ---- | ------- | ------------ | ----- | --------------- | --- | --- | --- | --- | --- | --- | --- | --- | --- | --- | --- | --- | --- | --- | --- | --- | --- | ----- | -- |
| 1997 | McLaren | Mercedes V10 | G     |                 | AUS | BRA | ARG | SMR | MON | SPA | CAN | FRA | GBR | GER | UNG | BEL | ITA | AUT | LUX | JAP | EUR | 63    | 4^ |
| 1997 | McLaren | Mercedes V10 | G     | Mika Häkkinen   | 3   | 4   | 5   | 6   | Rit | 7   | Rit | Rit | Rit | 3   | Rit | SQ  | 9   | Rit | Rit | 4   | 1   | 63    | 4^ |
| 1997 | McLaren | Mercedes V10 | G     | David Coulthard | 1   | 10  | Rit | Rit | Rit | 6   | 7   | 7   | 4   | Rit | Rit | Rit | 1   | 2   | Rit | 10  | 2   | 63    | 4^ |